# 詩と眞實
『詩と眞實』（しとしんじつ）は、昭和23年（1948年））に熊本県で創刊された2025年現在刊行継続中の日本最古の月刊文芸同人誌である。
毎年12月には、その年に寄せられた作品のなかで特に優れた作品を同人たちの投票によって決め、「詩と眞實賞」を授与している。

## 概要
同人たちが、詩・小説・随筆などを寄せており、2024年の6月号で900号を迎えた。熊本市上通の長崎書店で販売されている（2024年現在）。同人は出身地・居住地を問わず随時募集中。毎月最終土曜日の午後3時からは、熊本市新町の老舗料亭「松葉」にて合評会を開催している。毎回、忌憚なく意見を交わし、創作意欲に刺激を与えている場として多数の同人が参加している。

## 歴史
以下の記述は主に詩と眞實ホームページによる
昭和23年11月、荒木精之や伊吹六郎をはじめとする56名の文学を愛する同志によって創刊された。誌名はゲーテの自伝「詩と真実」に由来する。一党一派に属することなく、自由な立場から人間の真実を追求する文芸誌として発展し、今日まで幅広い年齢層の同人・会員が健筆を振るってきた。
過去には、三島由紀夫とも親交のあった熊本市出身の小説家、福島次郎(1930年～2006年)が同誌で活躍。1996年2月号に発表した「バスタオル」は、第115回芥川賞の候補となった。そのほかにも、1955年「箱」で直木賞候補となった谷崎照久、1982年「機雷」で直木賞を受賞した光岡明、「風葬」などで3度の芥川賞候補になった坂口䙥子なども輩出している。久保田義夫は
『徳永直論』を東京の五月書房から出版した（1977年）
2000年以降のweb上の詩の潮流をリードする詩人、平川綾真智も過去に同誌で詩「9月は」「しんじつ君日和」などを発表し、全国で高い評価を受けた。現在は、文芸誌での詩や研究論考発表などの活躍に加えて、書評や野外フェスへの出演、あいちトリエンナーレでの朗読、3D空間での個展開催やラジオでの詩人紹介コーナー担当など、常識に捉われない活動を精力的に続けている。
近年では、同人の吉田真枝の小説「無灯火」が文學界上半期の優秀作を受賞した。さらに、あびる諒の小説は熊日文学賞候補ならびに奨励賞を受賞しており、今最も注目されている会員である。
また、洗練された美しい詩言語で読者の心を揺さぶる詩人・甲斐ゆみこも、熊本県の詩人界を牽引する一人として同誌で活躍している。武田麻未（麻田あつき）や深町秋乃などの若手も、詩と眞實で多数の詩を発表し高い評価を得た。
編集委員は、内田征司・甲斐ゆみこ・川原洋子・北原政典・武村淳・角田眞由美・深町秋乃・右田洋一郎である（2025年現在）。

## 歴代の編集・発行人・同人数[2]
| 年代                        | 編集長     | 発行人     | 同人数 |
| --------------------------- | ---------- | ---------- | ------ |
| 昭和23年11月～昭和24年8月   | 伊吹六郎   | 伊吹六郎   | 56     |
| 昭和24年9月～昭和25年10月   | 荒木精之   | 荒木精之   | 不明   |
| 昭和25年11月～昭和29年12月  | 伊吹六郎   | 伊吹六郎   | 不明   |
| 昭和30年1月～昭和33年7月    | 伊吹六郎   | 土村伸     | 不明   |
| 昭和34年1月～昭和45年7月    | 永松定     | 吉良敏雄   | 82     |
| 昭和45年8月～昭和52年12月   | 永松定     | 久保田義夫 | 73     |
| 昭和53年1月～平成3年12月    | 久保田義夫 | 久保田義夫 | 103    |
| 平成4年1月～平成11年12月    | 吉村滋     | 吉村滋     | 126    |
| 平成12年1月～平成15年8月    | 中田幸作   | 中田幸作   | 131    |
| 平成年15年9月～平成19年10月 | 木村隆之   | 木村隆之   | 109    |
| 平成19年11月～令和6年3月    | 今村有成   | 今村有成   | 91     |
| 令和6年4月～                | 武村淳     | 武村淳     | 52     |

## 歴代の詩と眞實受賞者[3]
| 回（年次）       | 詩                     | 散文（小説）                  |
| ---------------- | ---------------------- | ----------------------------- |
| 1回（昭和47年）  | 三鬼宏                 | きだたかし                    |
| 2回（昭和48年）  | 汐見純一郎             | 植木学                        |
| 3回（昭和49年）  | 田中厚次郎             | 園村昌弘                      |
| 4回（昭和50年）  | 緒方利雄               | 今村有成                      |
| 5回（昭和51年）  | 藤井令一               | 平田洋一                      |
| 6回（昭和52年）  | 緒方惇                 | 飯尾憲士                      |
| 7回（昭和53年）  | 富田不知火             | 中田幸作                      |
|                  | 特別賞                 | 藤川治水                      |
|                  | 功労賞                 | 伊吹六郎                      |
| 8回（昭和54年）  | なし                   | 野中輝明                      |
|                  | 功労賞                 | 永松定                        |
| 9回（昭和55年）  | 平島由紀               | 波木里正吉                    |
| 10回（昭和56年） | なし                   | 小松桂子                      |
| 11回（昭和57年） | なし                   | 藤森久子                      |
| 12回（昭和58年） | なし                   | 大津文夫                      |
| 13回（昭和59年） | なし                   | 神瀬芳男・生田靜香            |
| 14回（昭和60年） | なし                   | 岬たん                        |
| 15回（昭和61年） | 甲斐ゆみこ             | 高田真理子                    |
| 16回（昭和62年） | なし                   | なし                          |
| 17回（昭和63年） | 林恭子                 | なし                          |
| 18回（平成元年） | 尚泰二郎               | 角田真由美                    |
| 19回（平成2年）  | なし                   | 吉永惟昭                      |
|                  | 特別賞                 | 秀巧社社長・井上哲郎          |
| 20回（平成3年）  | なし                   | 島田季代子                    |
|                  | 特別功労賞             | 久保田義夫                    |
| 21回（平成4年）  | 池崎輝夫               | 安藤康子                      |
| 22回（平成5年）  | なし                   | なし                          |
| 23回（平成6年）  | なし                   | 木下勉                        |
| 24回（平成7年）  | 甲斐ゆみこ             | 中田幸作                      |
| 25回（平成8年）  | なし                   | なし                          |
| 26回（平成9年）  | 澤田博行               | 川原洋子                      |
| 27回（平成10年） | 中原美香               | 角田真由美                    |
|                  | 600号表彰特別功労賞    | 山口則男、カナ夫妻・割烹 松葉 |
| 28回（平成11年） | なし                   | なし                          |
|                  | 功労賞                 | 吉村滋                        |
| 29回（平成12年） | なし                   | 宮本誠一                      |
| 30回（平成13年） | なし                   | 竹里はるひ                    |
| 31回（平成14年） | なし                   | なし                          |
| 32回（平成15年） | 下川浩哉               | 黒川嘉正                      |
|                  | 功労賞                 | 中田幸作                      |
| 33回（平成16年） | なし                   | 内田征司                      |
| 34回（平成17年） | 寺崎孝子               | 谷富誠                        |
| 35回（平成18年） | 池田尚子               | 宮川行志                      |
| 36回（平成19年） | 平川綾真智             | 正田吉男                      |
|                  | 功労賞                 | 木村隆之                      |
| 37回（平成20年） | てらしせいたろう       | 吉井恵璃子                    |
| 38回（平成21年） | 右田洋一郎             | 西園春美                      |
| 39回（平成22年） | なし                   | 木下恵美子                    |
| 40回（平成23年） | なし                   | あびる諒                      |
| 41回（平成24年） | 吉川千穂               | なし                          |
| 42回（平成25年） | 深町秋乃               | 吉田真枝                      |
| 43回（平成26年） | なし                   | なし                          |
| 44回（平成27年） | なし                   | 北原政典                      |
| 45回（平成28年） | なし                   | 問端宙子                      |
| 46回（平成29年） | なし                   | 紫垣功                        |
| 47回（平成30年） | 井本元義               | 武村淳                        |
| 48回（令和元年） | さくら七海（斉藤てる） | なし                          |
| 49回（令和2年）  | なし                   | 右田洋一郎・階堂徹            |
| 50回（令和3年）  | 吉田河童（中村青史）   | 戸川如風                      |
| 51回（令和4年）  | なし                   | 出町子                        |
| 52回（令和5年）  | 上野陽子               | 岬龍子                        |
| 53回（令和6年）  | なし                   | 斉藤てる                      |